# Plötzlich Prinzessin 2
Plötzlich Prinzessin 2 (Originaltitel: The Princess Diaries 2: Royal Engagement) ist eine Filmkomödie von Garry Marshall aus dem Jahr 2004 mit Anne Hathaway und Julie Andrews in den Hauptrollen. Es ist die Fortsetzung des 2001 erschienenen Films Plötzlich Prinzessin.

## Handlung
Es ist bereits fünf Jahre her, seit Mia erfahren hat, dass sie Prinzessin von Genovien ist. Nun hat ihre Großmutter beschlossen, zu Gunsten Mias abzudanken, da Mia mit ihrem 21. Geburtstag das für die Krönung notwendige Alter erreicht hat.
Auf dem Ball, der zu Mias Geburtstag veranstaltet wird, lernt Mia Lord Nicholas kennen und fühlt sich zu ihm hingezogen. Am Abend nach dem Ball ist Parlamentssitzung, in der beschlossen wird, dass Mia im Laufe von einem Monat entweder heiraten oder zu Gunsten von Lord Nicholas auf den Thron von Genovien verzichten muss, da in Genovien ein Gesetz gilt, welches besagt, dass weibliche Thronfolger verheiratet sein müssen, bevor sie Königin werden. Mia erkennt, dass eine arrangierte Ehe ihre einzige Chance ist, Königin zu werden, und verlobt sich, wenn auch widerwillig, mit dem charmanten Andrew Jacoby, Herzog von Kenilworth. Im Laufe des Filmes erkennt sie jedoch, dass ihr Herz Nicholas gehört. Nicholas, der von seinem Onkel, Viscount Mabrey, dazu angestiftet wurde, Mia zu verführen, um sie von Andrew wegzulotsen, verliebt sich jedoch in sie. Mia erwidert diese Gefühle mittlerweile.
Clarisse und ihr Sicherheitschef Joe sind mittlerweile schon fünf Jahre zusammen, doch nun, da Clarisse abdanken will, bittet Joe sie, die Beziehung der beiden nicht länger zu verbergen. Clarisse jedoch stellt nach reiflicher Überlegung die Pflicht gegenüber ihrem Land vor die Liebe, was Joe dazu veranlasst, die Beziehung zu beenden. Clarisse ist bestürzt darüber.
Derweile ringt Mia mit sich, ob sie Andrew heiraten soll, obwohl sie Nicholas liebt, oder nicht. Erst als Nicholas sie scheinbar hintergeht, entscheidet sie sich für die Ehe. Auf dem Weg zum Traualtar jedoch kommen ihr Zweifel, ob sie wirklich das richtige tut. Sie flieht nach draußen und versucht gerade, sich zu beruhigen, als ihre Großmutter auftaucht und ihr den Rat gibt, nicht denselben Fehler zu machen wie sie, nämlich die Pflicht dem Land gegenüber vor die Liebe zu stellen. Daraufhin betritt Mia erneut die Kirche und sagt Andrew, dass sie lieber auf die wahre Liebe warten möchte, worauf die beiden die Hochzeit absagen. Mia „erzwingt“ nun den Parlamentserlass, dass auch eine unverheiratete Frau Königin werden kann. Clarisse und Joe versöhnen sich, indem Clarisse ihm einen Heiratsantrag macht und die beiden schließlich heiraten. Kurz vor ihrer Krönung zur Königin sucht Lord Nicholas Mia auf, um ihr seine Liebe zu gestehen. Sie fallen sich glücklich in die Arme und küssen sich. Der Film endet mit Mias Krönung zur Königin Genoviens.

## Trivia
- Die Rolle von Charlotte wird wieder von Kathleen Marshall gespielt, der Tochter des Regisseurs. Garry Marshall hat im Film selber einen kurzen Cameoauftritt als Trommler (gemeinsam mit Charles Minsky).
- Opernsängerin Anna Netrebko ist im Film zu sehen und singt den Titel Sempre Libera von Giuseppe Verdi aus La traviata.
- Königin Clarisses Satz: „als ich jung war, bin ich viel geflogen“ ist eine Anspielung auf Julie Andrews’ Rolle als Mary Poppins.
- Stan Lee hat im Film eine kurze Gastrolle, als der Mann, der Englisch durch Lesen von Comics gelernt hat. Im englischen Originalton hat er sein Englisch durch The Three Stooges-Filme gelernt.

## Unterschiede zur Buchvorlage
Die Handlung im Film ist gegenüber der des Buches Power, Prinzessin! von Meg Cabot stark verändert.
- Genovien ist im Buch ein Fürstentum und kein Königreich, weswegen Mia gar nicht Königin sein kann.
- Mia ist in den Büchern erst 14. Sie ist ab Buch 3 (Prinzessin sucht Prinz) mit  Michael Moscovitz zusammen. Ihre Mutter ist mit Frank Gianini verheiratet. Ihr Halbbruder Rocky Thermopolis-Gianini wird erst in Buch 5 (Prinzessin in Pink) geboren.
- Clarisse ist im Buch deutlich strenger und hat auch keinen Geliebten bzw. neuen Gatten. Zudem lebt Mia nicht in Genovien, sondern in New York, da sie nicht nach Genovien ziehen möchte.

## Kritik
„Der im Kern konventionelle Film steckt voller reizender inszenatorischer Details und lebt von der Komik der präzise gezeichneten Nebenrollen.“

„Die bonbonbunte Fortsetzung des Märchenhits von 2001 ist genauso einfallslos wie ihr Titel. Dabei hat Regisseur Garry Marshall eine wichtige Botschaft für sein Publikum: „Nicht die richtige Frisur macht einen guten Menschen aus, sondern der Glaube an sich selbst.“ Warum nimmt dann der begehbare Kleiderschrank der Prinzessin mehr Raum ein als ihre Charakterbildung? Und während Julie Andrews („Mary Poppins“) als königliche Großmama dem Vorgänger noch Klasse verlieh, ist ihr gütiges Lächeln hier zur Maske gefroren. […] Plumpes Retortenkino - nicht einmal der Märchenprinz sorgt für sehnsüchtiges Herzflattern.“

„Charmant und überaus witzig klärt Marshall die Frage der Thronfolge, würzt mit ein bisschen Romantik, ein wenig Intrige, einer Prise Neid und jeder Menge Spaß und Überraschungen.“

## Auszeichnungen
- John Debney gewann für die Filmmusik einen ASCAP Award 2005.
- Shonda Rhimes wurde für das Drehbuch für einen Black Reel Award 2005 nominiert, der die Leistungen von Personen mit afroamerikanischer Herkunft würdigt.
- Hector Elizondo wurde für seine Darstellung für einen Imagen Media Image Award 2005 nominiert, der die positive Darstellung von Latinos in der Unterhaltungs-Industrie auszeichnet.

## Medien

### DVD-Veröffentlichung
- Plötzlich Prinzessin 2. Buena Vista Home Entertainment 2005.

### Soundtrack
- John Debney: The Princess Diaries 2 – The Score. Original Motion Picture Soundtrack. Einspielung unter der Leitung des Komponisten. Walt Disney Records, Burbank 2004, Tonträger-Nr. 60745-7 / ISBN 0-7634-1865-X.

- Diverse Pop-Gruppen: The Princess Diaries 2. Original Soundtrack. Walt Disney Records, Burbank 2004, Tonträger-Nr. 0927-43082-2.